# アキクサインコ
アキクサインコ （学名：Neopsephotus bourkii）は、オウム目インコ科に属する鳥類の一種。

## 分布
オーストラリア（固有種）

## 形態
全長約19cm。腹面は桃色、頭部から背面は灰褐色、尾羽・風切羽は黒、翼の一部や腰部に青色の羽毛がある。翼面には他のクサインコ類同様、明色に縁取られた黒い羽毛を持つが、総じて地味な色彩のインコである。この色彩は地面で採食するこの種にとって保護色になっていると考えられている。
植物の種子を主食とし、数十羽の群れで生活するが繁殖期には数百羽の群れを形成する。暑い日中を避けて夕暮れや夜明けに水を飲みに水辺に現れるため、Night Parrotの別名でも呼ばれる。

## ペットとして
アキクサインコ類としては地味ながら、小柄で扱いやすいこと、おとなしく静かな性格が好まれ従来飼養されてきた。古くからある品種に腹面の桃色が全身に広がったローズ秋草（オパーリン）があり、最近では澄んだ桃色に黄色の翼、赤い目を持つルビノー、ルビノーをさらに淡くしたようなルチノーなどがあり、他にもイエロー系、ブルー系、グリーン系などの作出もされている。小型の愛玩鳥に桃色の羽毛を持つ鳥は他にいないため珍重されている。